# Edificio Quintana
El Edificio Quintana es un edificio situado en la intersección de la carrera Séptima y la calle 12, en la localidad de La Candelaria en el centro de Bogotá.

## Historia
El predio hace parte de una de las manzanas con mayores conflictos de intereses desde la demolición del convento de Santo Domingo que ocupaba gran parte del espacio. El área donde se construyó el edificio le pertenecía a Arturo Quintana Santacoloma, joven inversionista, quien lo recibió mediante contrato de permuta con la comunidad de los Dominicos, como parte del trato él les transfirió dos lotes en Bogotá y un lote en Usaquén, que para aquella época era un municipio diferente a la capital.
En 1960, Santacoloma vendió cerca del 80 por ciento del lote y se construyó en el 20 restante un edificio que hoy es considerado Bien de Interés Cultural en la esquina de la calle 12 con carrera séptima el edificio Quintana, con diseño de Bruno Violi, que era uno de los arquitectos más representativos de la época.
Actualmente es la sede del Fondo de Vigilancia y Seguridad de Bogotá.

## Características
La característica principal del edificio es su columna circular que está exenta en el primer cuerpo y para el segundo recurre a una solución que termina volviéndose una firma de autor, consiste en una W que une los dos planos de fachada, solución que utiliza también en los edificios de El Tiempo y Buraglia.